# Horand von Grafrath

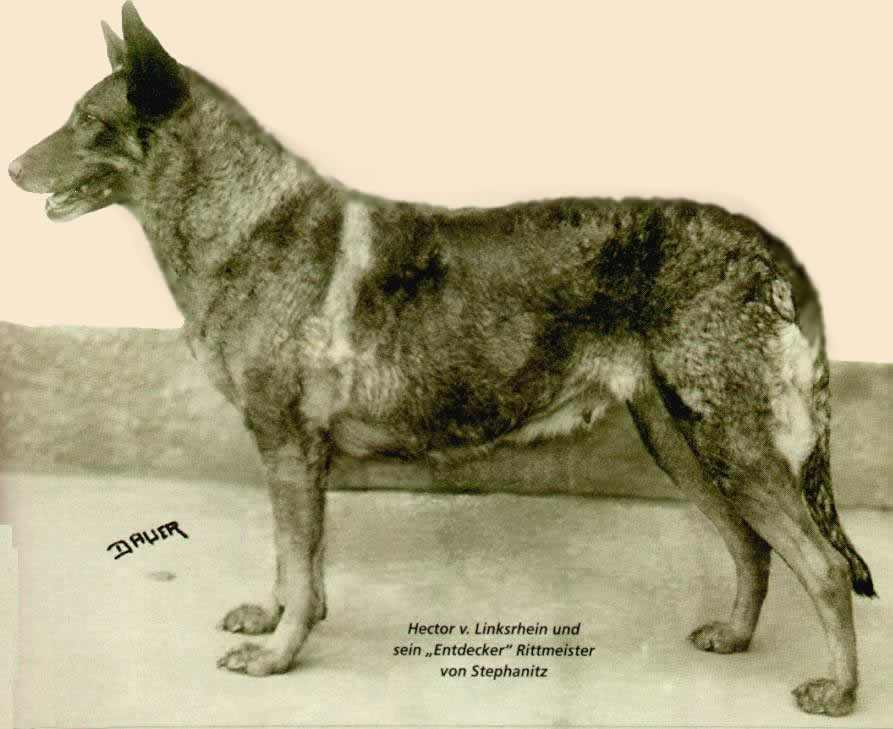
Horand około 1899.

Horand von Grafrath, formalnie Hektor Linksrhein (ur. 1 stycznia 1895, zm. po 1899) – pierwszy owczarek niemiecki, stanowiący podstawę genetyczną dla wszystkich współczesnych psów tej rasy.

## Hodowla
Horand spłodził liczne potomstwo. Jego najsłynniejszym synem był Hektor von Schwaben, dzięki któremu na świat przyszły psy Heinz von Starkenburg, Beowolf i Pilot.  Ta trójka została wykorzystana w następnych programach hodowlanych, a ich potomstwo to przodkowie wszystkich współczesnych owczarków niemieckich.